# 塔隆 (涅夫勒省)
塔隆（法語：Talon，法語發音：[talɔ̃] ⓘ）是法国涅夫勒省的一个市镇，位于该省北部，属于克拉姆西区。

## 地理
塔隆（47°20'0"N, 3°33'36"E）面积6.27 平方千米，位于法国勃艮第-弗朗什-孔泰大區涅夫勒省，该省份为法国中部省份，北至约讷省，西北接卢瓦雷省，西接谢尔省，南至阿列省，东南接索恩-卢瓦尔省，东临科多尔省。
与塔隆接壤的市镇（或旧市镇、城区）包括：塔奈、阿南、沙勒芒、格勒努瓦、利镇、圣日耳曼德布瓦。

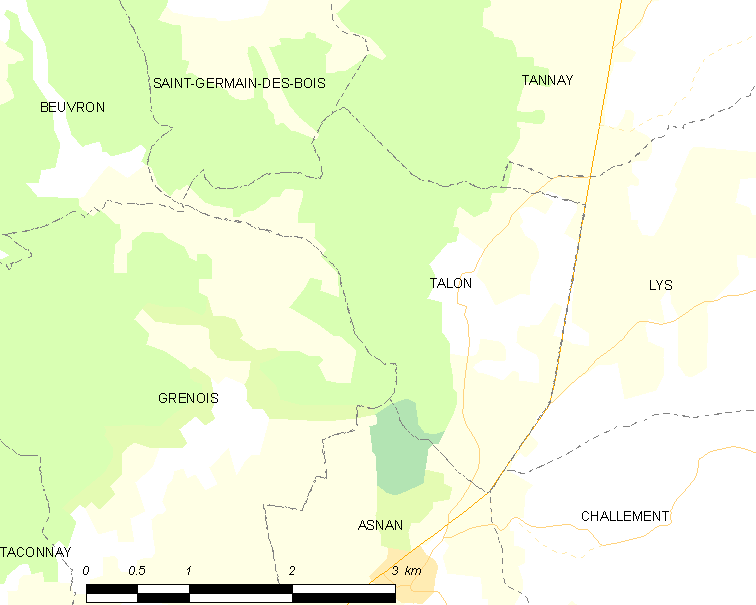
的OSM定位图

塔隆的时区为UTC+01:00、UTC+02:00（夏令时）。

## 行政
塔隆的邮政编码为58190，INSEE市镇编码为58284。

## 政治
塔隆所属的省级选区为克拉姆西县。

## 人口

1962-2008年间人口变化图示

塔隆于2022年1月1日时的人口数量为40人。